# William Henry Flower
 (juillet 2025).
Si vous disposez d'ouvrages ou d'articles de référence ou si vous connaissez des sites web de qualité traitant du thème abordé ici, merci de compléter l'article en donnant les références utiles à sa vérifiabilité et en les liant à la section « Notes et références ».
Pour les articles homonymes, voir Flower.
Sir William Henry Flower est un zoologiste britannique, né le 30 novembre 1831 à Stratford-upon-Avon et mort le 1er juillet 1899 à South Kensington (Londres).

## Biographie

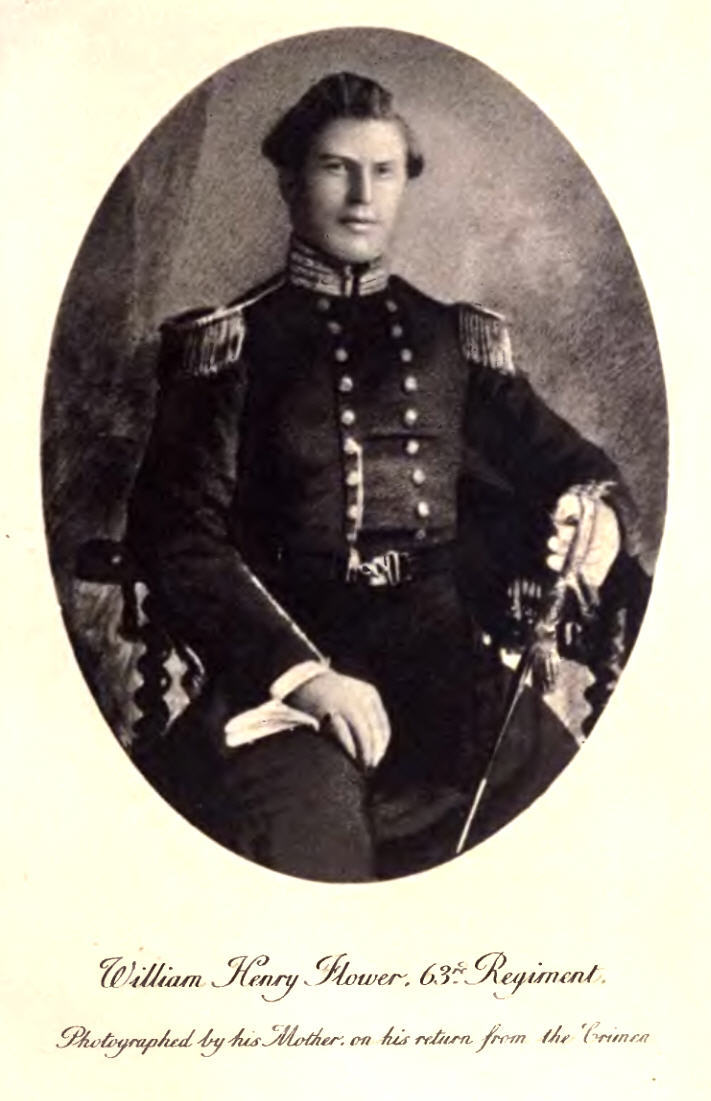
William Henry Flower

Il étudie la médecine à l’University College de Londres où il obtient son doctorat de médecine en 1851. En 1854 il rejoint la Collège royal de chirurgie. Il rejoint alors le service de médecine des armées et est envoyé vers la guerre de Crimée en 1854 comme chirurgien assistant.
À son retour en Grande-Bretagne, il devient membre de l’équipe de chirurgie de l’hôpital du Middlesex à Londres. En 1861 il prend le poste de conservateur de l’Hunterian Museum au Royal College of Surgeons of England. En 1870, il succède à Thomas Henry Huxley comme chaire Hunterian, et en 1884, à la mort de Sir Richard Owen (1804-1892), il reçoit la direction du muséum d’histoire naturelle de South Kensington. Il succède à Albert Charles Lewis Günther (1830-1914) comme conservateur de la zoologie en 1894[Pas dans la source], fonction qu’il conserve jusqu’en 1898.
Flower s’intéresse particulièrement à l’anthropologie structurale et réalise un ensemble complet de mesures de plus de 1 300 crânes humaines. Il s’intéresse également à l’anatomie comparée des mammifères (surtout des marsupiaux, des baleines et des primates). C’est lui qui démontre le premier que les lémuriens sont des primates.
Flower est également l’auteur d’importants travaux sur la muséologie et affirme qu’il faut distinguer les collections destinées à l’instruction du grand public et celles utilisées par les spécialistes. Il fustige l’ancien mode de montrer au public de longues séries de spécimens ne variant que par un détail infime de leur anatomie. Il met en pratique ses idées dans les muséums dont il a la charge et le succès qu’il rencontre contribue de beaucoup à la diffusion de ses théories et au renouveau des pratiques muséologiques.
Il devient membre de la Royal Society en 1864, reçoit la médaille royale en 1882, et est anobli pour ses travaux en 1892.

## Liste partielle des publications
- An Introduction to the Osteology of the Mammalia (1870)
- Fashion in Deformity (1885)
- The Horse: a Study in Natural History (1890)
- Introduction to the Study of Mammals, Living and Extinct (1891)
- Essays on Museums and other Subjects (1898).